# دریاچه نازی
دریاچه نازی یکی از برکه‌های کوهستانی ایران در رشته کوه‌های زردکوه بختیاری است. این دریاچهٔ کوچک در سمت غربی کوه‌های چری در منطقهٔ بازفت قرار دارد. ۳۲°۱۱′۰۴″شمالی ۵۰°۰۶′۳۸″شرقی / ۳۲٫۱۸۴۴°شمالی ۵۰٫۱۱۰۵°شرقی